# Віллі Фріч
Віллі Фріч (нім. Willy Fritsch, 27 січня 1901, Катовиці — 13 липня 1973, Гамбург) — німецький актор.

## Біографія
Народився в родини фабриканта Лотара Фріча і його дружини Анни, уродженої Баукман. 1912 року після банкрутства фірми батьки переїхали в Берлін, де батько працював технічним директором у «Сіменс АГ». 1915 року Віллі Фріч навчався там на механіка, але незабаром кинув навчання. Він працював в окружному суді в Берліні, з'являвся як статист на сцені.
1919 року брав уроки акторської майстерності в школі Макса Рейнгардта, виконав перші невеликі ролі в Німецькому театрі. З 1920 року знімався в кіно, зазвичай, в ролі галантних коханців та авантюристів. З 1929 року, з приходом звуку в кіно, часто виступав в дуеті з Ліліан Харвей в музичних комедіях, таких як «Троє з бензоколонки» (1931) і «Конгрес танцює» (1931). Ці фільми принесли йому величезну популярність; багато пісень у його виконанні стали шлягерами.
1937 року Віллі Фріч одружився з актрисою й танцівницею Діні Грейс (Ільза Шмідт), від цього шлюбу народилися двоє синів — Міхаель та Томас. В 1938 році закінчилася його співпраця з Ліліан Харвей, яка емігрувала до Франції. Віллі Фріч продовжив працювати в Німеччині та вступив в НСДАП.
Після Другої світової війни переїхав в Гамбург та продовжив зйомки в кіно. Після смерті дружини в 1963 році рідко виходив у світ. 1964 року востаннє з'явився на екрані разом зі своїм сином Томасом, який теж став актором, у фільмі «Цьому я навчився у тата» (нім. Das hab' ich von Papa gelernt).
Віллі Фріч помер 13 липня 1973 в Гамбурзі, похований на Ольсдорфському кладовищі.